# 10825 Augusthermann
10825 Augusthermann (1993 SF4) là một tiểu hành tinh vành đai chính được phát hiện ngày 18 tháng 9 năm 1993 bởi F. Borngen ở Tautenburg. Nó được đặt theo tên August Hermann Francke, a German theologian.